# Колиш, Игнац
Игнац Колиш (нем. Ignaz von Kolisch; 6 апреля 1837, Пресбург — 30 апреля 1889, Вена) — австро-венгерский шахматист, один из сильнейших в мире в 60-х годах XIX века. Банкир, журналист.

## Биография
Родился в Австро-Венгрии, в Прессбурге (теперь Братислава) в зажиточной еврейской семье. Ранние годы провёл в Вене, где уже в 17 лет успешно сражался с известным шахматистом Э. Фалькбеером в «Серебряном кафе». В то же время под псевдонимом Ideka вёл шахматные рубрики в нескольких венских газетах.
Международный шахматный успех пришёл к Колишу после ряда побед в Париже над Даниелем Гарвицем, чемпионом Кафе де ля Режанс, в 1859 году и ничьей в серии «лёгких» партий с А. Андерсеном в 1860 году (6 : 6). В том же 1860 году победил в турнире Британской шахматной федерации (Кембридж), а также выиграл матчи у Б. Горвица (3:1; +3 −1 =0) и Т. Барнса (10:1; +10 −1 =0). В 1861 году участвовал в турнире в Бристоле (турнир проходил по системе с выбыванием), где проиграл микроматч Л. Паульсену (+0 -1 =2) .  В том же году с минимальным счётом проиграл матчи Андерсену (4:5; +3 −4 =2) и Л. Паульсену  (15:16; +6 −7 =18), последний был прерван и признан ничейным ввиду затянувшейся борьбы.
В 1862 году в качестве личного секретаря графа Кушелёва-Безбородко посетил Петербург, где сыграл два небольших матча с И. Шумовым (6:2) и С. Урусовым (2:2). Это был первый случай приезда крупного иностранного шахматиста в Россию. В 1863 году пытался организовать матч с Полом Морфи во время его второго приезда в Европу, но тот уже не соглашался играть с кем бы то ни было.
Победа на международном турнире в Париже в 1867 году — высшее спортивное и творческое достижение Колиша (20 из 24, 2-е место С. Винавер — 19, 3-е В. Стейниц). После этой победы он закончил свою шахматную карьеру и переключился на коммерческую деятельность. В 1868 году встречался с известным венским банкиром А. Ротшильдом, в 1869 году основал Wiener Börse-Syndikatskasse, в 1873 — комиссионный дом в Париже. В биржевом бизнесе весьма преуспел. В 1881 году герцог Георг II пожаловал ему титул барона.
После окончания своей шахматной карьеры Колиш продолжал поддерживать шахматы, финансируя турниры в Баден-Бадене (1870), Вене (1873), Париже (1878), Вене (1882), Лондоне (1883). Был основателем и главным редактором газеты Wiener Allgemeine Zeitung, где под псевдонимом Ideka опубликовал множество фельетонов.